# 張恩桐
張恩桐，天津人。其幼喜武學.起初學摔角及拳擊，繼從張占魁之弟子魏長海（字美如，津名正骨家），習獨流太祖拳法，少年時已成名。薌翁去到天津，極氣重張先生，以絕學相授，並收為義子。1940年代末，時津門之名手以張魁元先生之最。其精拳擊，尤以跤藝名冠天下，人稱大老九，張先生不以拳打，倒地者負，以步蒙面，比試過後，讓魁元先生稱服。 